# كونتراستي
كونتراستي أو كونتراستس هو مهرجان دولي للموسيقى المعاصرة يُقام سنوياًَ في لفيف، أوكرانيا منذ عام 1995. يهدف مفهوم المهرجان إلى عرض «الموسيقى الأوكرانية المعاصرة في سياق الموسيقى العالمية» و«الكشف عن تنوع الأشكال والأساليب والنوعيات والتفسيرات الحديثة». يُعقد المهرجان عادة في شهري سبتمبر وأكتوبر، جنباً إلى جنب مع مهرجانات عدة مثل «يومان وليلتان للموسيقى الجديدة» و«مهرجان كييف الموسيقي» وغيرهما. يُعَد كونتراستي واحد من المهرجانات الرائدة للموسيقى الكلاسيكية الحديثة في أوكرانيا.
ركز مفهوم المهرجان في بداية وجوده على الموسيقى التجريبية (كان نموذج المنظمين أن يكون المهرجان كالمهرجان البولندي «خريف وارسو»، ولكن مع مرور الوقت قلَّ ذلك المفهوم، لكن عاد اتجاه المهرجان في السنوات الأخيرة.
مؤسسو كونتراستس هم قائد الأوركسترا رومان ريفاكوفيتش والملحن يوري لانيوك والموسيقي ياريما ياكوبيك.كان المجلس الفني يضم أيضاً ميروسلاف سكوريك (الرئيس) وألكسندر شتشيتينسكي. مدير المهرجان هو فلاديمير سيفوكيب، ومن بين أعضاء المجلس الفني أيضاً ميروسلاف سكوريك.
يتضمن برنامج كونتراستي الأعمال التي قام بها الملحنون المعاصرون، ولا سيما العروض الأولى، بالإضافة إلى الكلاسيكيات في القرن العشرين والحقبة الماضية. تستند بعض الحفلات الموسيقية إلى مقارنة الموسيقى «القديمة» مع «الجديدة»، على سبيل المثال أعمال العصر الباروكي أو الكلاسيكي، كما تُؤدى بعض الموسيقى من قبل الملحنين المعاصرين في نفس الحفل. كرزيستوف بينديريكي (1996، 1999)، وجيا كانيكلي (2014)، وأرفو بارت (2001)، وصوفيا غوبايدولينا (2012)، وسيغموند كراوس (2008)، وسوليوس سونديكيس (2006)، وليونيد غرابوفسكي (2010)، وبوهوسلاف شايفر (2005)، والزبيتا سيكورا (2011) وآخرون من بين المشاركين المشهورين في المهرجان.